# Pòssum pigmeu de cua de ploma
El pòssum pigmeu de cua de ploma (Distoechurus pennatus) és una espècie de marsupial de la família dels acrobàtids. Viu a Indonèsia i Papua Nova Guinea.
És l'única espècie vivent del gènere Distoechurus.